# I Now Pronounce You Chuck & Larry
I Now Pronounce You Chuck & Larry (titulada Yo los declaro marido y... Larry en Hispanoamérica y Os declaro marido y marido en España) es una película de 2007 dirigida por Dennis Dugan y protagonizada por Adam Sandler y Kevin James. Fue rodada en la ciudad de Nueva York.

## Sinopsis
Larry Valentine (Kevin James) y Chuck Levine (Adam Sandler) son dos amigos que trabajan para la estación de bomberos de Nueva York. Larry es viudo y tiene dos hijos, y Chuck disfruta de la vida como soltero. Rollos burocráticos impiden a Larry pueda brindarles a sus hijos el seguro de vida, entonces le pide un favor a Chuck. Chuck debe firmar un impreso para mostrarse como pareja de Larry. Pero un burócrata (Steve Buscemi) tiene sospechas, entonces Chuck y Larry deberán comportarse abiertamente como una pareja y así despejar las dudas.
Eso causa varios problemas ya que ambos generan rechazo entre sus compañeros de unidad, los compañeros de Chuck ya no quieren jugar con él debido a su "homosexualidad" y Larry es rechazado por el grupo de padres de la escuela de su hija. Por otra parte, todo empeora cuando Chuck se enamora de la abogada Alex Mcdonough (Jessica Biel) haciéndolo dudar de sus verdaderos sentimientos.

## Reparto
- Adam Sandler -   Charles "Chuck" Levine
- Kevin James - Lawrence "Larry" Valentine
- Jessica Biel - Alex McDonough
- Dan Aykroyd - Captain Tucker
- Ving Rhames - Duncan
- Steve Buscemi - Clint Fitzer
- Nicholas Turturro - Renaldo Pinera
- Allen Covert - Steve
- Rachel Dratch - Supervisor de beneficios
- Richard Chamberlain - Concejal
- Lance Bass - Band Leader
- Peter Dante - Tony Paroni
- J.D. Donaruma - J.D.
- Michael Buscemi - Higgy
- Dave Matthews - Vendedor
- Dennis Dugan - Taxista
- Rob Schneider - Ministro asiático (no acreditado)
- David Spade - Chico vestido de Playmate (no acreditado)

## Producción
El productor Tom Shadyac había planeado esta película ya en 1999. Se anunció que I Now Pronounce You Joe and Benny, como se titulaba entonces, iba a estar protagonizada por Nicolas Cage y Will Smith, con Shadyac como director. Asimismo, el proyecto también fue desarrollado en cierto punto por el director David Dobkin, quien planeaba tener a Vince Vaughn y Owen Wilson como protagonistas.